# Rocco Siffredi
Rocco Siffredi, pseudonimo di Rocco Antonio Tano (Ortona, 4 maggio 1964), è un ex attore pornografico, produttore e regista pornografico italiano.
Il suo pseudonimo si ispira a Roch Siffredi, il protagonista del film gangster Borsalino (1970), interpretato da Alain Delon. È anche soprannominato Il colosso di Ortona per le misure imponenti del pene.
È tra i più noti sulla scena pornografica internazionale e occasionalmente interprete anche di film non porno, oltre che regista e produttore di film per adulti. Ha creato una propria casa di produzione con il nome di Rocco Siffredi Production ed anche una sua accademia, la Rocco Siffredi Academy.
La sua carriera di attore porno è iniziata nel 1984 - a parte una breve pausa di due anni in cui si è dedicato all'attività di modello - continuando in maniera continua per circa 38 anni, vincendo prima nel 1993 e anche nel 1996 dei AVN Awards. Dopo svariate dichiarazioni e pause dall'attività sui set avvenute nella prima decade degli anni 2000, disattendendo e ritornando più volte sui suoi propositi, nel 2022 conclude definitivamente la carriera da attore, altresì continuando sia quella da produttore che da regista.
Nel 2019 ha vinto tre AVN Awards, considerati il "Premio Oscar del Porno", vincendone poi altri due nel 2021.

## Biografia

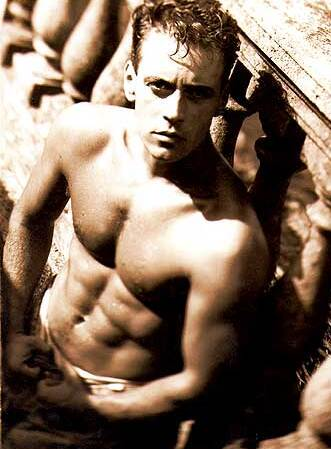
Siffredi come modello

Figlio di Gennaro, un cantoniere, e di Carmela, una casalinga, all'età di sedici anni ha iniziato a lavorare nella marina mercantile e nel 1982 ha raggiunto il fratello a Parigi per lavorare nel suo ristorante. Nel 1984 in un locale a luci rosse ha incontrato Gabriel Pontello, protagonista e produttore porno francese degli anni ottanta che gli ha aperto le porte al porno presentandolo al produttore Marc Dorcel e al regista Michel Ricaud: Belle d'amour è il suo primo film pornografico.
Ha abbandonato l'attività pornografica dirigendosi a Londra, dove ha tentato di avere una carriera di modello. Qui è diventato indossatore per l'agenzia Garwin's, ma l'attività di modello si conclude presto e viene contattato da Teresa Orlowski per rientrare nel mondo del porno.
Nel 1987 ha recitato in Fantastica Moana (il suo primo film italiano) al fianco di Moana Pozzi e con la regia di Riccardo Schicchi. Nel 1990 si è trasferito a Los Angeles, dove l'amico d'infanzia Marco Pe lo ha presentato al regista John Leslie, venendo inserito nel cast del film Curse of the Catwoman del 1991.
Nel 1991 a Las Vegas ha ricevuto il suo primo AVN Award per il film di John Stagliano come migliore attore porno per scene di sesso a tre, a cui seguirono i film Bizzarri istinti sessuali (House of Dreams). Le più importanti case di produzione europee lo chiamarono per offrirgli ruoli da protagonista in film porno di alta qualità, ma Siffredi rifiutò e accettò l'offerta in un secondo momento. A Roma ha girato con Alex Perry Wild Attraction e Grand Prix Australia di Alex di Renzy.
Walter Molitor lo scelse come protagonista nel film Dr. Rocco Mr. Sodo, parodia del romanzo di Robert Louis Stevenson Lo strano caso del dottor Jekyll e del signor Hyde. Ha recitato anche in Portrait Passion, ispirato al romanzo di Oscar Wilde Il ritratto di Dorian Gray. È il vampiro in Ejacula, la vampira di Max Bellocchio, adattamento porno del celebre filone di Dracula, mentre in Chamaleons di John Leslie ha la parte più importante della carriera, tanto che nel 1992 ha ricevuto tre AVN Award. Nel maggio dello stesso anno ha anche vinto l'Hot d'or di Cannes come miglior attore straniero per il film The Adventures of Mikki Finn di Jack Remy.
Nel 1993 è nuovamente premiato a Francoforte con l'AVN Award come migliore interprete dell'anno per i film Face Dance, e il già citato Chamaleons. Inoltre nel mese di maggio ha ricevuto a Cannes l'Hot d'or come migliore attore europeo per il film Portrait Passion di Molitor. Sempre nel 1993 iniziò anche a dirigere e produrre film porno dopo aver fondato la Rocco Siffredi Production a Budapest. Nel 1996 ha vinto l'Hot d'or a Cannes come miglior regista esordiente.
Nel 1999 recitò in Romance, pellicola-scandalo di Catherine Breillat, nel 2001 in Amorestremo di Maria Martinelli e nel 2004 in Pornocrazia (sempre di Breillat), tre film che si discostavano dal genere completamente porno, pur presentando scene di sesso esplicito non simulato, sebbene è disputato se Siffredi abbia avuto del sesso esplicito con la co-protagonista Caroline Ducey in Romance (lei disse di no, Siffredi invece sì). Nel 2007 è apparso insieme al gruppo ska punk Le Braghe Corte nel video musicale del brano These Boots Are Made for Walkin', mentre nel 2011 ha partecipato, con un ruolo minore, al film non pornografico Matrimonio a Parigi diretto da Claudio Risi.

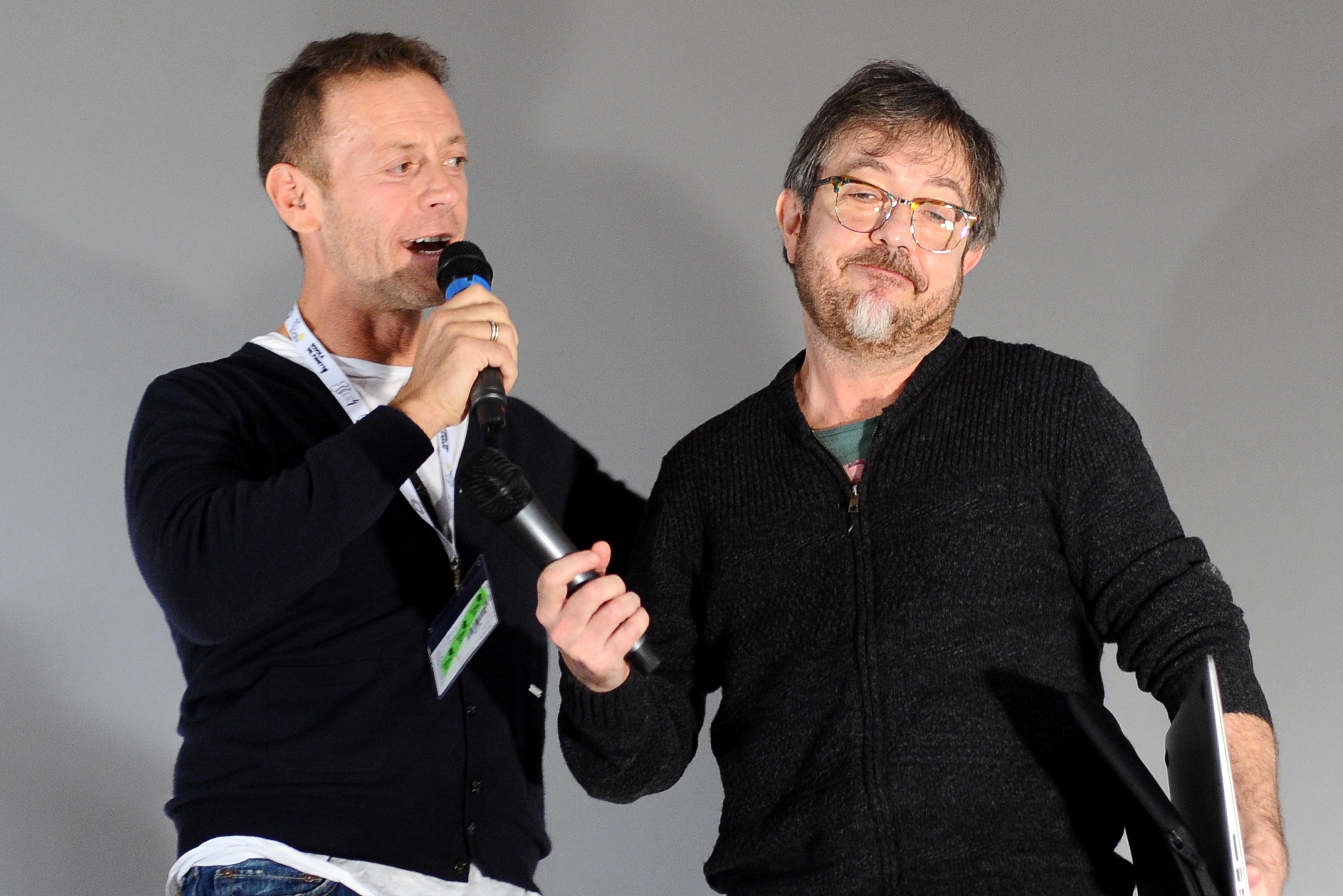
Siffredi con Rocco Tanica (a destra) degli Elio e le Storie Tese al Lucca Comics & Games 2016

All'età di quarant'anni, nel giugno 2004, aveva annunciato per la prima volta il proprio ritiro dal porno come interprete (continuando tuttavia a focalizzarsi sulla regia e produzione di film pornografici). Ciononostante, Siffredi è tornato a recitare in film porno a partire dal dicembre 2009 a causa della frustrazione sessuale e della delusione come regista con i suoi talenti maschili, così come lo stato generale dell'industria del porno. Come motivi per il suo primo ritiro nel 2004 aveva affermato che era per la sua famiglia: «I miei figli stanno crescendo e non posso più dire solo: "Papà sta andando a lavorare per fare soldi per la famiglia". Vogliono sapere di più».
Nel corso della sua carriera ha anche collaborato alla realizzazione di alcune pubblicità italiane e nel 2012 ha partecipato come guest star al diciottesimo episodio della quinta stagione del telefilm I Cesaroni, episodio dal titolo Senza mezze misure. Nel febbraio 2013 è ospite d'onore alla 63ª edizione del Festival di Sanremo: ha infatti partecipato all'esibizione musicale del gruppo Elio e le Storie Tese. Nel novembre 2013 ha condotto sul canale televisivo Cielo il programma Ci pensa Rocco, che lo ha visto aiutare coppie in crisi.
Nel gennaio 2015, Siffredi è partito per il mar dei Caraibi presso le isole insulari Cayos Cochinos (a nord-est di La Ceiba sulla costa settentrionale dell'Honduras), diventando uno dei concorrenti della decima edizione del reality show L'isola dei famosi.. Durante la semifinale de L'isola dei famosi ha annunciato per la seconda volta il ritiro dalla carriera di attore porno (senza tuttavia mantenere la parola, avendo continuato a prendere parte a film come Rocco One on One e Rocco's Intimate Castings), venendo eliminato nel corso della finale con il 65% dei voti e classificandosi quinto.
Nel 2016 lui e la sua famiglia sono stati i protagonisti di una serie sulla loro vita quotidiana andata in onda su La5 dal titolo Casa Siffredi. Sebbene avesse annunciato nuovamente il proprio ritiro a L'isola dei famosi, non ha mantenuto la parola e nel marzo 2017 ha ufficialmente annunciato il suo ritorno al porno anche come attore. Nel 2017 Rocco Siffredi ha dichiarato che nel periodo in cui è stato dipendente dal sesso, ha fatto sesso anche con degli uomini, oltre che con una vicina settantenne.
A novembre 2022 annuncia il suo definitivo ritiro dalle scene in qualità di attore, continuando altresì la carriera da regista e produttore.
A dicembre riceve il Premio 28 Dicembre dal comune di Ortona, città di nascita e dove è vissuto, un premio assegnato ogni anno dalla città abruzzese a «un suo concittadino che ha dato lustro alla città e che ne ha promosso la conoscenza al di fuori dei confini comunali». Tale premio ha suscitato diverse contestazioni e polemiche poiché una parte della cittadinanza ritiene che "un pornoattore" non sia da considerare in qualità di personaggio illustre.

## Controversie
In aprile del 2025 varie pornoattrici hanno pubblicamente accusato Siffredi di maltrattamenti e lesioni personali tramite dichiarazioni rilasciate durante interviste a diversi giornalisti di emittenti televisive e giornali.

## Stile pornografico
Si è spesso esibito sia in film porno con una trama sia nel gonzo, con stili di sesso che vanno dall'ordinario all'estremo, ma sono state le sue scene di sesso anale (precedute dall'anilingus), le scene di sesso ruvido, la sua intensità psicologica e il suo atletismo, che gli sono valsi il grande riconoscimento e infine un seguito di culto, tanto che nel 2001 il suo mentore John Stagliano ha affermato: «Rocco ha molto più potere in questo settore rispetto a qualsiasi attrice».
L'attrice pornografica Bobbi Starr ha parlato di Siffredi così: «Parlate con qualunque ragazza nel settore che è stata con lui e vi dirà che ha fatto con lui cose che non farà con nessun altro».
Parlando delle sue attrici femminili Siffredi ha invece detto: «Voglio vedere l'emozione... la paura... l'eccitazione... gli occhi alzarsi dalla sorpresa».

## Vita privata
È sposato dal 1993 con l'ex collega ungherese Rózsa Tassi, incontrata lo stesso anno agli Hot d'or di Cannes e dalla quale ha avuto due figli, Lorenzo e Leonardo, nati rispettivamente nel 1996 e nel 1999. La famiglia vive stabilmente da oltre quindici anni a Budapest e, in passato, Siffredi ha interpretato alcuni film con la moglie.
A proposito della sua decisione di tornare al porno nel 2009 dopo il suo primo ritiro nel 2004 ha raccontato: «Ho parlato con mia moglie e ha detto che è solo un problema mio, non appartiene a lei e ai ragazzi. E lei mi disse: "Hai deciso di fermarti, noi non te l'abbiamo mai chiesto. Quindi se vuoi tornare, puoi farlo"». Tuttavia dopo un lungo periodo di prestazioni ad alta intensità e con molto tempo lontano dalla sua casa in Italia, Siffredi ha annunciato ancora una volta il suo ritiro nel 2015 (seguito da un secondo ritorno alle scene nel marzo 2017) per il bene del suo matrimonio, affermando: «Oggi posso vedere che mia moglie è la priorità assoluta. Lei merita di avere quello che voleva dal primo giorno, di essere solo con me senza condividermi con altre ragazze». Dopo essere rimasto nudo da solo per una settimana a L'isola dei famosi è stato riportato che Siffredi avrebbe detto a un suo amico che «non mi sono mai sentito così "nudo" come allora. Ero tutto solo e mi ha dato molto tempo per pensare a quello che è importante. E ho realizzato che non voglio perdere mia moglie», al che la moglie ha quindi dichiarato: «Lo conosco molto bene e lo amo per ciò che è. Vediamo come sarà questa nuova versione di lui».
Siffredi ha discusso anche della sua vita personale a L'isola dei famosi, affermando che per più di un anno non si sentiva più a proprio agio di fronte alla telecamera e che qualcosa dentro di lui stava cambiando, mentre parlando della sua sessualità ha affermato che la sua dipendenza dal sesso emerse come «una sorta di diavolo in me», aggiungendo che «a volte mi manda fuori di testa», tanto da ammettere di aver chiesto aiuto a Dio attraverso lo spirito di sua madre, di cui porta sempre una fotografia.
Rocco Siffredi è tifoso del Vicenza e si considera "credente in Dio".

## Curiosità
Nel 1999 ha posato nudo per una pubblicità francese del videogioco TrickStyle, uscito per Sega Dreamcast.

## Filmografia

### Filmografia pornografica (parziale)
- Belle d'amour (1984)
- Capri Vacation (1986)
- Napoli Sex (1986)
- Vortix 1 (1986)
- Vortix 2 (1986)
- Attention fillettes! (1987)
- Barbara Dare's Roman Holiday (1987)
- Fantastica Moana (1987)
- Grand Prixxx (1987)
- Il vizio nel ventre (1987)
- La zia in calore (1987)
- Lust Italian Style (1987)
- Moana, la bella di giorno (1987)
- Un desiderio bestiale (1987)
- Una moglie molto infedele (1987)
- Vietnam Store 1 (1987)
- Vietnam Store 2 (1987)
- Vortix 3 (1987)
- Vortix 4 (1987)
- Deep Blue (1988)
- Il vizio preferito di mia moglie (1988)
- Karin e Barbara le Supersexystar (1988)
- Moana la scandalosa (1988)
- Perfect Stranger (1988)
- Rocky-X 2 (1988)
- Taste of the Best (1988)
- Una ragazza molto viziosa (1988)
- Il vizio di Baby e l'ingordigia di Ramba (1989)
- Inside Napoli (1989)
- La parisienne (1989)
- L'uccello del piacere (1989)
- Positive Positions (1989)
- Affamata (1990)
- Anal Nation (1990)
- Angelicamente vostre (1990)
- As Dirty as She Wants to Be (1990)
- Attrazione selvaggia (1990)
- Baby la figlia libidinosa (1990)
- Bend Over Babes (1990)
- Buttman's Ultimate Workout (1990)
- Dirty Little Movies (1990)
- Giochi bestiali in famiglia (1990)
- House of Dreams (1990)
- I Do 2 (1990)
- L.A. Stories (1990)
- Moana il trans e la tettona (1990)
- Night Trips 2 (1990)
- Oriental Night (1990)
- Porsche (1990)
- Secrets (1990)
- Steamy Windows (1990)
- Sexterror (1990)
- Total Reball (1990)
- Viaggio nel tempo 1 (1990)
- Tutte le provocazioni di Moana (1990)
- American Buttman in London (1991)
- Analità campagnola (1991)
- Bagnate davanti e di dietro (1991)
- Bella e porca... praticamente insaziabile (1991)
- Bend Over Babes 2 (1991)
- Blow Job Betty (1991)
- Buttman's European Vacation (1991)
- Carcere amori bestiali (1991)
- Cheeks 5: Cop a Feel (1991)
- Femmine scandalose (1991)
- La dottoressa (1991)
- La massaia in calore (1991)
- Le doppie bocche di Luana (1991)
- Pump (1991)
- Una donna chiamata cavallo (1991)
- Snatch Shots (1991)
- The Adventures of Mikki Finn (1991)
- Anal selvaggio... turbo scatenato (1992)
- All Hands on Dick (1992)
- Analità profonda (1992)
- Anal Party molto particolare (1992)
- Andrew Blake's Girls (1992)
- A Pussy Called Wanda 2 (1992)
- Bagno caldo... per una signora ninfomane (1992)
- Bassi istinti (1992)
- Butt Freak (1992)
- Buttman's European Vacation 2 (1992)
- Buttman Goes to Rio 3 Oh! (1992)
- Caldi istinti di una ninfomane di lusso (1992)
- Casa d'appuntamento... Puttana dalla testa ai piedi (1992)
- Chameleons (1992)
- Club Anal Story (1992)
- Constat d'adultère (1992)
- Curse of the Catwoman (1992)
- Ejacula, la vampira (1992)
- Ejacula 2 (1992)
- Face Dance (1992)
- Face Dance 2 (1992)
- Grand Prix Fever (1992)
- Hotel Sex (1992)
- Hot Shots (1992)
- Ho scopato un'aliena (1992)
- Il castello del piacere (1992)
- Les meunteuses (1992)
- Luana la porcona (1992)
- Ore 9 scuola a tutto sesso - Goduria sfrenata (1992)
- Porno provini bagnati per Milli (1992)
- Queen of Hearts 3 (1992)
- Seymore Butts Swings (1992)
- Sodomania 2 (1992)
- Taboo di una moglie perversa (1992)
- Tocco magico (1992)
- Tutti i frutti (1992)
- Valentina Valentina (1992)
- Weekend in Capri (1992)
- Wild Attraction (1992)
- Wrapped Up (1992)
- 30 maschi per Sandy (1993)
- A Few Good Women (1993)
- Anal Delinquent (1993)
- Anal Siege (1993)
- Anal Ski Vacation (1993)
- Anal with an Oriental Slant (1993)
- Bend Over Brazilian Babes (1993)
- Bend Over Brazilian Babes 2 (1993)
- Best of Andrew Blake (1993)
- Buttman Goes to Rio 4 (1993)
- Buttwoman 5 (1993)
- Casanova (1993)
- Casanova 4 (1993)
- Club DV8 (1993)
- Club DV8 2 (1993)
- County Line (1993)
- Deep Anal (1993)
- Deep Inside Carol Lynn (1993)
- Deep Inside Deidre Holland (1993)
- Deep Inside Dirty Debutantes 7 (1993)
- Deep Inside Racquel Darrian (1993)
- Deep Inside Selena Steele. (1993)
- Desiderando Rossana (1993)
- Double Load (1993)
- Facesitters 2 (1993)
- Il guardaspalle (1993)
- Ladykiller - Casanova Returns (1993)
- Little Magicians (1993)
- More Dirty Debutantes 21 (1993)
- New Wave Hookers 3 (1993)
- The Man Who Loved Women (1993)
- Rocco e le storie vere - Parte 1 (1993)
- Rocco e le storie vere - Parte 2 (1993)
- Rocco e le Top Model del cazzo (1993)
- Seymore Butts and His Mystery Girl (1993)
- Seymore Butts Is Blown Away (1993)
- Sex (1993)
- Sex 2 (1993)
- Sexophrenia (1993)
- Signore scandalose di provincia (1993)
- Sodoma piaceri proibiti (1993)
- The Diary of Casanova (1993)
- The Rehearsal (1993)
- The Serpent's Dream (1993)
- WPINK-TV 4 (1993)
- WPINK-TV 5 (1993)
- Adult Affairs (1994)
- Anal Fever (1994)
- Backstage Pass (1994)
- Belle pazze scatenate vogliose - Le ragazze pon pon (1994)
- Booty Ho (1994)
- Bustin' Out My Best (1994)
- Buttman's British Moderately Big Tit Adventure (1994)
- Double Anal (1994)
- Forget Me Not (1994)
- Intercourse with the Vampire (1994)
- Intercourse with the Vampire 2 (1994)
- Le casalinghe P... gli stalloni (1994)
- Marco Polo - La storia mai raccontata (1994)
- Offerta indecente (1994)
- Rocco Unleashed (1994)
- Sarah & Friends 2 (1994)
- Sodomania: The Baddest of the Best (1994)
- Strane sensazioni bestiali - Animalità (1994)
- Super Girls of Sibylle (1994)
- The Quest (1994)
- Il marchese de Sade - Oltre ogni perversione (1994)
- Amleto - Per amore di Ophelia (1995)
- Analgiganten (1995)
- Angelicamente vostre (1995)
- Ashlyn Rising (1995)
- Bed & Breakfast (1995)
- Bestial Fantasy (1995)
- Buttman's Big Butt Backdoor Babes (1995)
- Buttman's European Vacation 3 (1995)
- Cabrones follando (1995)
- Deep Inside Crystal Wilder (1995)
- Doppio contatto anale (1995)
- Dr. Rocco e Mr. Sodo (1995)
- Exploded Passion (1995)
- Exposure (1995)
- Kink (1995)
- Nylon (1995)
- Reckless Passion (1995)
- Rocco Goes to Prague (1995)
- Sandy Insatiable (1995)
- Sex Alert (1995)
- Tharzan - La vera storia del figlio della giungla (1995)
- Tharzan 2 - Il ritorno del figlio della giungla (1995)
- The Iron Man (1995)
- Trouble Maker (1995)
- The Voyeur 3 (1995)
- Uninhibited (1995)
- Anal Island (1996)
- Anal Island 2 (1996)
- Anal Princess (1996)
- Bend Over Babes 4 (1996)
- Buttman's British Extremely Big Tit Adventure (1996)
- Chasey Loves Rocco (1996)
- Deep Inside Brittany O'Connell (1996)
- Deep Inside Juli Ashton (1996)
- Jenna Loves Rocco (1996)
- La cameriera, la modella e la... (1996)
- Miss Erotica (1996)
- Miss Liberty (1996)
- Never Say Never to Rocco (1996)
- Nikki Loves Rocco (1996)
- Analgiganten (1997)
- Buda (1997)
- Buttman's Award Winning Orgies (1997)
- Buttman's Favorite Big Tit Babes (1997)
- I misteri dell'Eros (1997)
- Rocco e Buttman a Barcelona (1997)
- Rocco e le storie tese (1997)
- Rocco e le storie tese 2 (1997)
- Rocco lo stallone italiano (1997)
- Rocco lo stallone italiano 2 - La sfida (1997)
- Rocco più che mai a Londra (1997)
- Rocco più che mai a Londra 2 (1997)
- Rocco's Private Fantasies (1997)
- Rocco's Private Fantasies 2 (1997)
- The Best of Sandy (1997)
- The Last Fight (1997)
- All American Superstars (1998)
- Buttman's Rolling Cheeks (1998)
- Calamity Jane - Sola contro tutti (1998)
- Erotic Dorian Gray (1998)
- Jenteal Loves Rocco (1998)
- Pirate 3: Rich Bitch (1998)
- Prima e dopo la cura (1998)
- Quando Rocco incontra Kelly (1998)
- Rocco e i magnifici 7 (1998)
- Rocco e Margherita: Racconti a pecorina (1998)
- Rocco non muore mai (1998)
- Rocco non muore mai - La fine (1998)
- The Best of Rocco (1998)
- True Anal Stories 1 (1998)
- True Anal Stories 2 (1998)
- Buttman & Rocco's Brazilian Butt Fest (1999)
- Group Therapy 2 (1999)
- Initiations 1 (1999)
- Initiations 2 (1999)
- Rocco: Animal Trainer (1999)
- Rocco e i mercenari (1999)
- Torero (1999)
- True Anal Stories 3 (1998)
- True Anal Stories 4 (1999)
- True Anal Stories 5 (1999)
- True Anal Stories 6 (1999)
- True Anal Stories 7 (1999)
- True Anal Stories 8 (1999)
- True Anal Stories 9 (1999)
- When Rocco Meats Kelly 2: In Barcelona (1999)
- Www.roccofunclub.com (1999)
- Best Butt Fucks (2000)
- Best of Olivia Del Rio (2000)
- Buttman and Rocco's Brazilian Butt Fest/Carnival 1 (2000)
- Captain Organ (2000)
- Buttman & Rocco Go to Montreal (2000)
- Day Anal (2000)
- Deep Inside Andy Dean NEW! (2000)
- Dirty Anal Kelly in Rome (2000)
- Dirty Anal Kelly in Rome 2 (2000)
- Giant Links (2000)
- Hardliner (2000)
- Initiations 3 (2000)
- Rocco: Animal Trainer 2 (2000)
- Rocco: Animal Trainer 3 (2000)
- Rocco: Animal Trainer 4 (2000)
- Rocco Invades Poland (2000)
- Rocco Meats an American Angel in Paris (2000)
- Sex Animals (2000)
- Sexual Superstars (2000)
- True Anal Stories 10 (2000)
- True Anal Stories 11 (2000)
- True Anal Stories 12 (2000)
- Taylor Loves Rocco (2000)
- Follando a Rizion 1 (2001)
- Nikki Dial: Extreme Close-Up (2001)
- Real Raunch 9: Bonesuckin Sauce (2001)
- Rocco: Animal Trainer 6 (2001)
- Rocco: Animal Trainer 7 (2001)
- Rocco incula Praga (2001)
- Rocco incula Praga 2 (2001)
- Rocco incula Praga 3 (2001)
- Rocco incula Praga 4 (2001)
- True Anal Stories 13 (2001)
- True Anal Stories 14 (2001)
- Way to Love (2001)
- Initiations 4 (2002)
- Initiations 5 (2002)
- Reverse Gang Bang (2002)
- Reverse Gang Bang 2 (2002)
- Rocco: Animal Trainer 8 (2002)
- Rocco: Animal Trainer 9 (2002)
- Rocco: Animal Trainer 10 (2002)
- Rocco in London (2002)
- The Ass Collector (2002)
- The Best of Oriental Anal - Volume 1 (2002)
- The Best of Oriental Anal - Volume 2 (2002)
- The Fashionistas (2002)
- True Anal Stories 15 (2002)
- True Anal Stories 16 (2002)
- True Anal Stories 17 (2002)
- True Anal Stories 18 (2002)
- Hardest Scenes (2003)
- Initiations 6 (2003)
- Initiations 7 (2003)
- Rocco: Animal Trainer 11 (2003)
- Rocco: Animal Trainer 12 (2003)
- Rocco: Animal Trainer 13 (2003)
- Rocco Decadence (2003)
- Rocco: Hazardous Duty (2003)
- Rocco: Live in Prague (2003)
- Anatomie de l'enfer (2004)
- Best of Kelly (2004)
- Fuckin' Funny (2004)
- Initiations 8 (2004)
- Initiations 9 (2004)
- Lexie and Monique Love Rocco (2004)
- Rocco: Animal Trainer 14 (2004)
- Rocco: Animal Trainer 15 (2004)
- Rocco: Animal Trainer 16 (2004)
- Rocco Meats Suzie (2004)
- Rocco Meats the Princess (2004)
- Rocco Meats Trinity (2004)
- True Anal Stories 20 (2004)
- True Anal Stories 21 (2004)
- True Anal Stories 22 (2004)
- True Anal Stories 23 (2004)
- C.A Papi Futbol (2005)
- Dark Side of Rocco (2005)
- Nasty Tails (2005)
- Nasty Tails 2 (2005)
- Rocco: Animal Trainer 17 (2005)
- Rocco: Animal Trainer 18 (2005)
- Rocco: Animal Trainer 19 (2005)
- Rocco's Dirty Dreams (2005)
- Rocco Ravishes Ibiza (2005)
- Rocco: Top of the World (2005)
- She-Males Invade Italy (2005)
- The Lady and Her Tramps (2005)
- The Lady and Her Tramps 2 (2005)
- Who Fucked Rocco? (2005)
- Emperor (2006)
- Fashionistas: Safado (2006)
- Nasty Tails 3 (2006)
- Nasty Tails 4 (2006)
- Nasty Tails 5 (2006)
- Rocco: Animal Trainer 20 (2006)
- Rocco: Animal Trainer 21 (2006)
- Rocco: Animal Trainer 22 (2006)
- Rocco's Best POV (2006)
- Rocco's Dirty Dreams 2 (2006)
- Rocco's Dirty Dreams 3 (2006)
- Rocco's Dirty Dreams 4 (2006)
- Rocco's Dirty Dreams 5 (2006)
- Rocco Vs Danyela (2006)
- COD Indigenas Anal Fever Night (2007)
- Fashionistas Safado: Berlin (2007)
- Furious Fuckers: Final Race (2007)
- Nasty Tails 6 (2007)
- Nasty Tails 7 (2007)
- Obsession with Teen Supersluts (2007)
- Rocco Ravishes St. Petersburg (2007)
- Rocco's Dirty Dreams 6 (2007)
- Rocco's Intimacy (2007)
- University Sluts of St. Petersburg 2 (2007)
- Eskade: The Submission (2008)
- Nasty Tails 8 (2008)
- Rocco: Animal Trainer 24 (2008)
- Rocco: Animal Trainer 25 (2008)
- Rocco: Puppet Master (2008)
- Rocco's Breaking Ass in St. Petersburg (2008)
- Rocco's Dirty Dreams 7 (2008)
- Rocco's Dirty Dreams 8 (2008)
- Rocco's Intimacy 2 (2008)
- Rocco's Back (2009)
- Rocco's Lost Movie (2009)
- Rocco's Bitch Party (2009)
- Up and Down Ride in Ass for Hottie in Red by Rocco (2009)
- Psycho Love 2 (2010)
- Rocco's American Adventures (2010)
- Rocco's Bitch Party 2 (2010)
- Rocco's Dirty Teens (2010)
- Rocco's Double Anal Festival (2010)
- Rocco's POV (2010)
- Rocco's Point of View (2010)
- Rocco's Power Slave (2010)
- Rocco Ravishes Hollywood (2010)
- Scusa ma ti voglio battere (2010)
- Slutty Girls Love Rocco (2010)
- Rocco's POV 2 (2011)
- Rocco's POV 3 (2011)
- Rocco's POV 4 (2011)
- Rocco's POV 5 (2011)
- Rocco's POV 6 (2011)
- Rocco's POV 7 (2011)
- Rocco's X-Treme Gapes (2011)
- Slutty Girls Love Rocco 2 (2011)
- Slutty Girls Love Rocco 3 (2011)
- Slutty Girls Love Rocco 4 (2011)
- Bitches in Uniform (2012)
- Rocco's POV 8 (2012)
- Rocco's POV 9 (2012)
- Rocco's POV 10 (2012)
- Rocco's Psycho Teens (2012)
- Rocco's Psycho Teens 2 (2012)
- Rocco's Psycho Teens 3 (2012)
- Rocco's: Young Anal Lovers (2012)
- Rocco's World (2012)
- Teens vs. Mamas: MILFs 50+ (2012)
- Voracious (2012)
- Babysit My Ass 2 (2013)
- Bitches in Uniform 2 (2013)
- Cayenne Loves Rocco (2013)
- Rocco's Coming in America (2013)
- Rocco's Perfect Slaves (2013)
- Rocco's POV 11 (2013)
- Rocco's POV 12 (2013)
- Rocco's POV 13 (2013)
- Rocco's POV 14 (2013)
- Rocco's Psycho Teens 4 (2013)
- Rocco's Psycho Teens 5 (2013)
- Rocco's World Feet Obsession 2 (2013)
- Rocco's World Feet Fetish (2013)
- Slutty Girls Love Rocco 5 (2013)
- Slutty Girls Love Rocco 6 (2013)
- XXX Fucktory (2013)
- Rocco's Perfect Slaves 2 (2014)
- Rocco's Perfect Slaves 3 (2014)
- XXX Fucktory: The Auditions (2014)
- Rocco Siffredi Hard Academy (2016)
- I Am Angela (2018)

### Filmografia non pornografica

#### Cinema
- Ecstasy, regia di Luca Ronchi (1989)
- Romance, regia di Catherine Breillat (1999)
- Amorestremo, regia di Maria Martinelli (2001)
- Pornocrazia, regia di Catherine Breillat (2004)
- Matrimonio a Parigi, regia di Claudio Risi (2011)
- Tutti i rumori del mare, regia di Federico Brugia (2012)
- Rocco, regia di Thierry Demaizière e Alban Teurlai – documentario (2016)
- Natale a 5 stelle, regia di Marco Risi (2018)

#### Televisione
- I Cesaroni – episodio 5x18 (2012)
- Precari, episodio di Amore oggi – film TV (2014)
- Din Don - La magia del cinema – film TV (2024)

## Programmi televisivi
- Ci pensa Rocco (Cielo, 2013)
- L'isola dei famosi 10 (Canale 5, 2015) – concorrente, 5º posto
- Casa Siffredi (La5, 2016)
- Grande Fratello 14 (Canale 5, 2015) – ospite speciale
- Siffredi Late Night (La5, 2016)
- L'isola dei famosi 12 (Canale 5, 2017) – ospite speciale
- Guess My Age - Indovina l'età (Tv8, 2018) – ospite
- Name That Tune - Indovina la canzone (Tv8, 2021 e 2022) – concorrente
- Scherzi a parte (Canale 5, 2021)
- Non sono una signora (Rai 2, 2023) – concorrente
- Il mercante in fiera (Rai 2, 2023) – concorrente

## Riconoscimenti

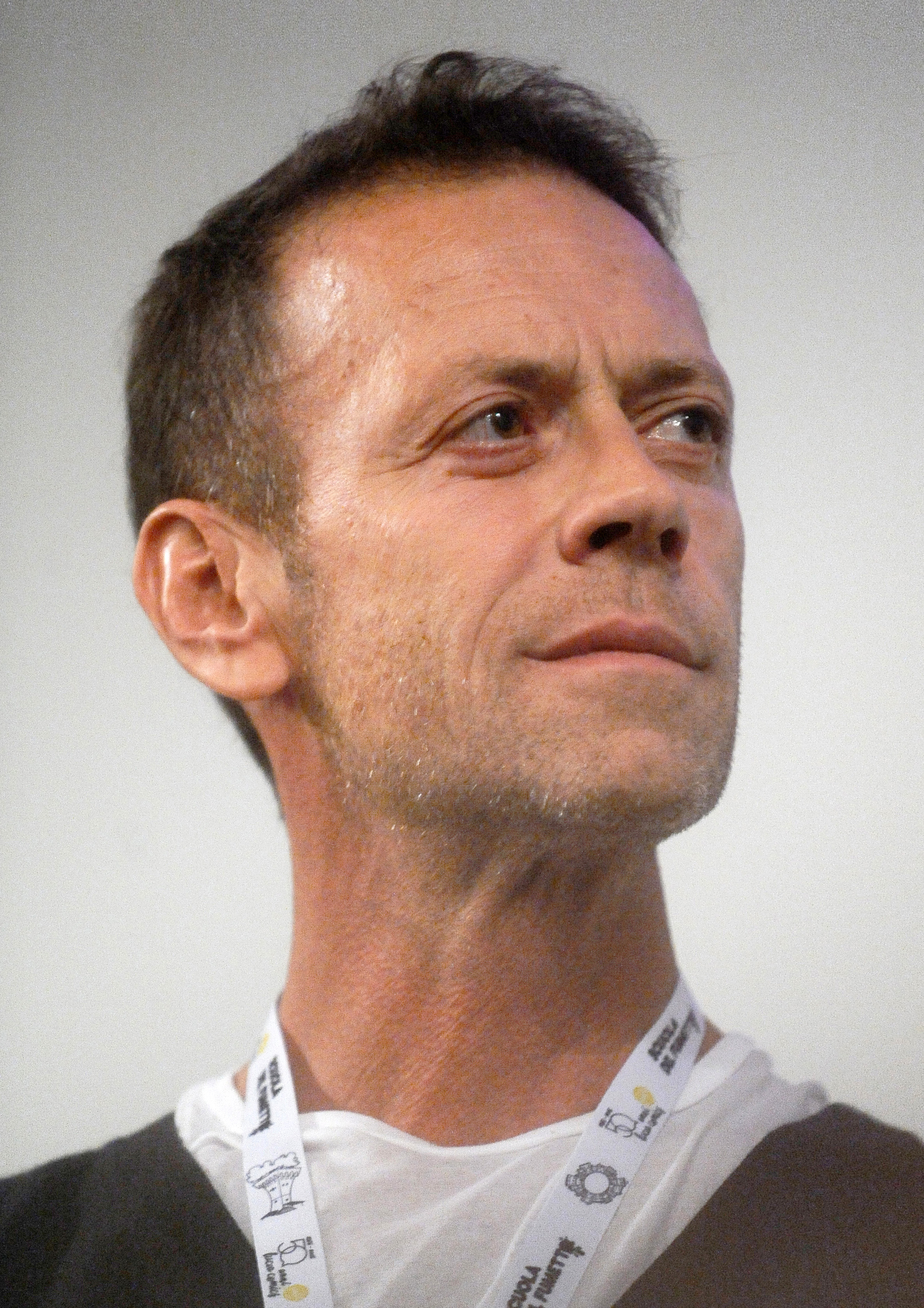
Rocco Siffredi ai Lucca Comics & Games 2016

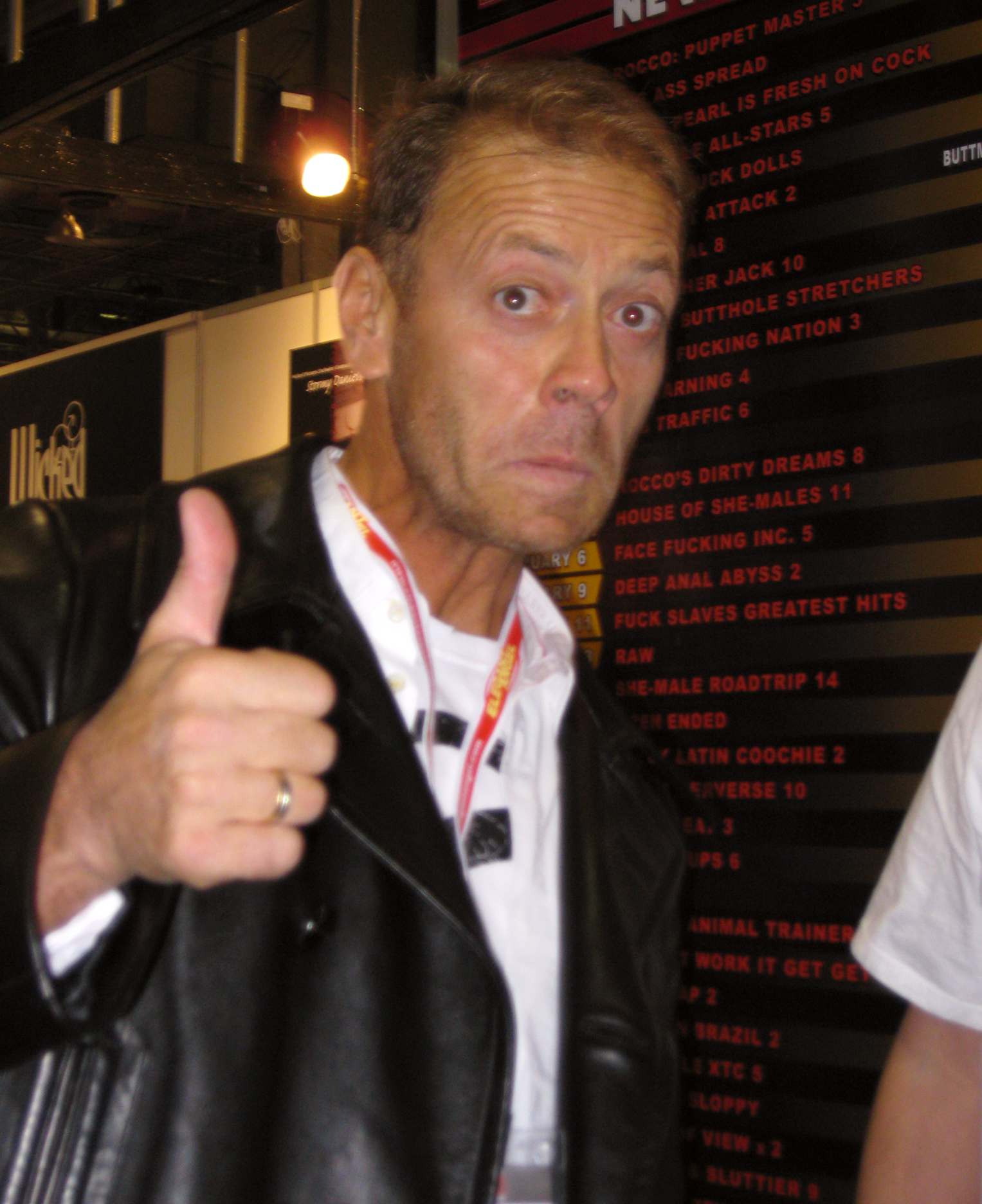
Rocco Siffredi all'AVN Adult Entertainment Expo 2009

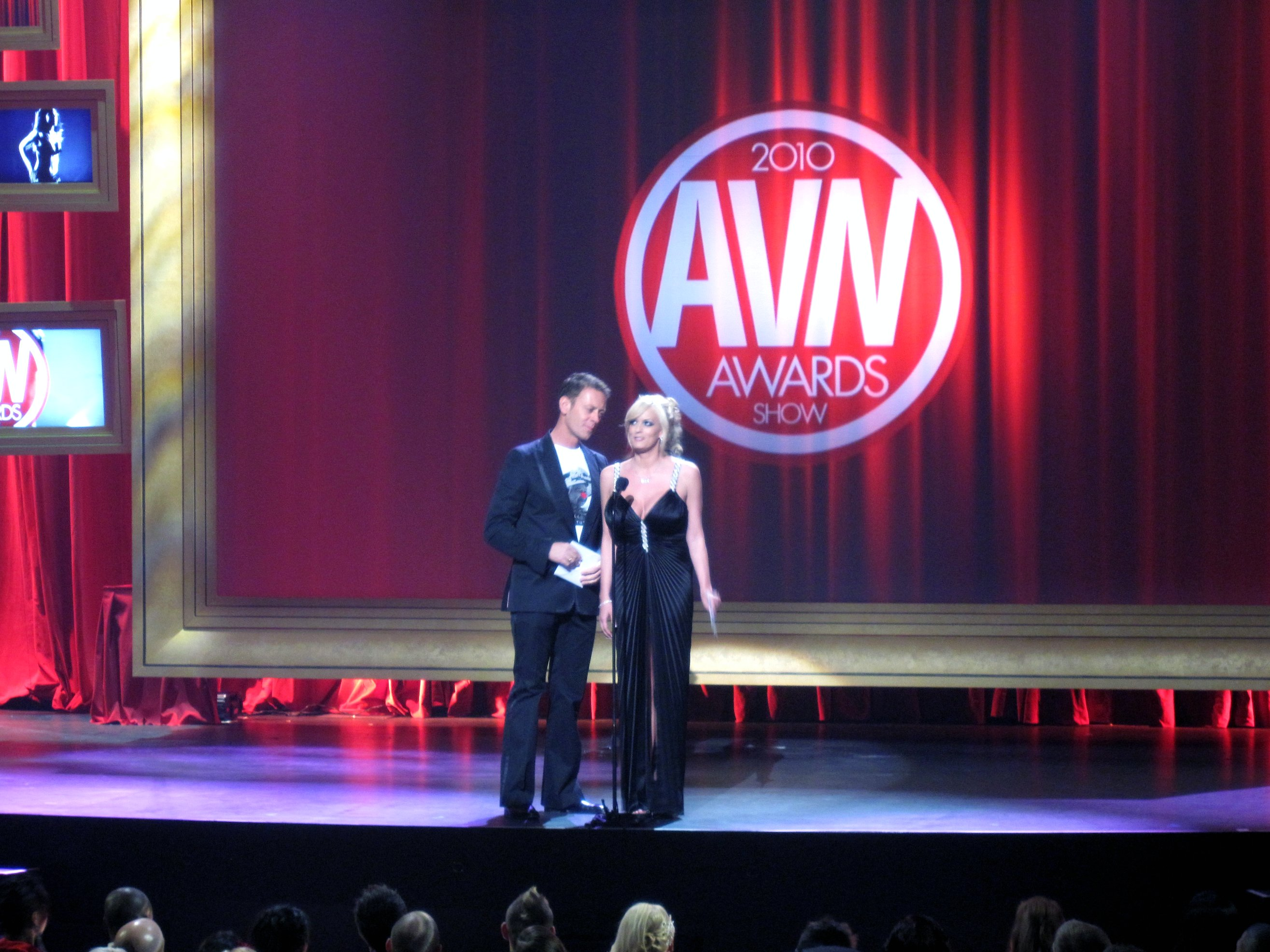
Siffredi con Stormy Daniels agli AVN Awards 2010

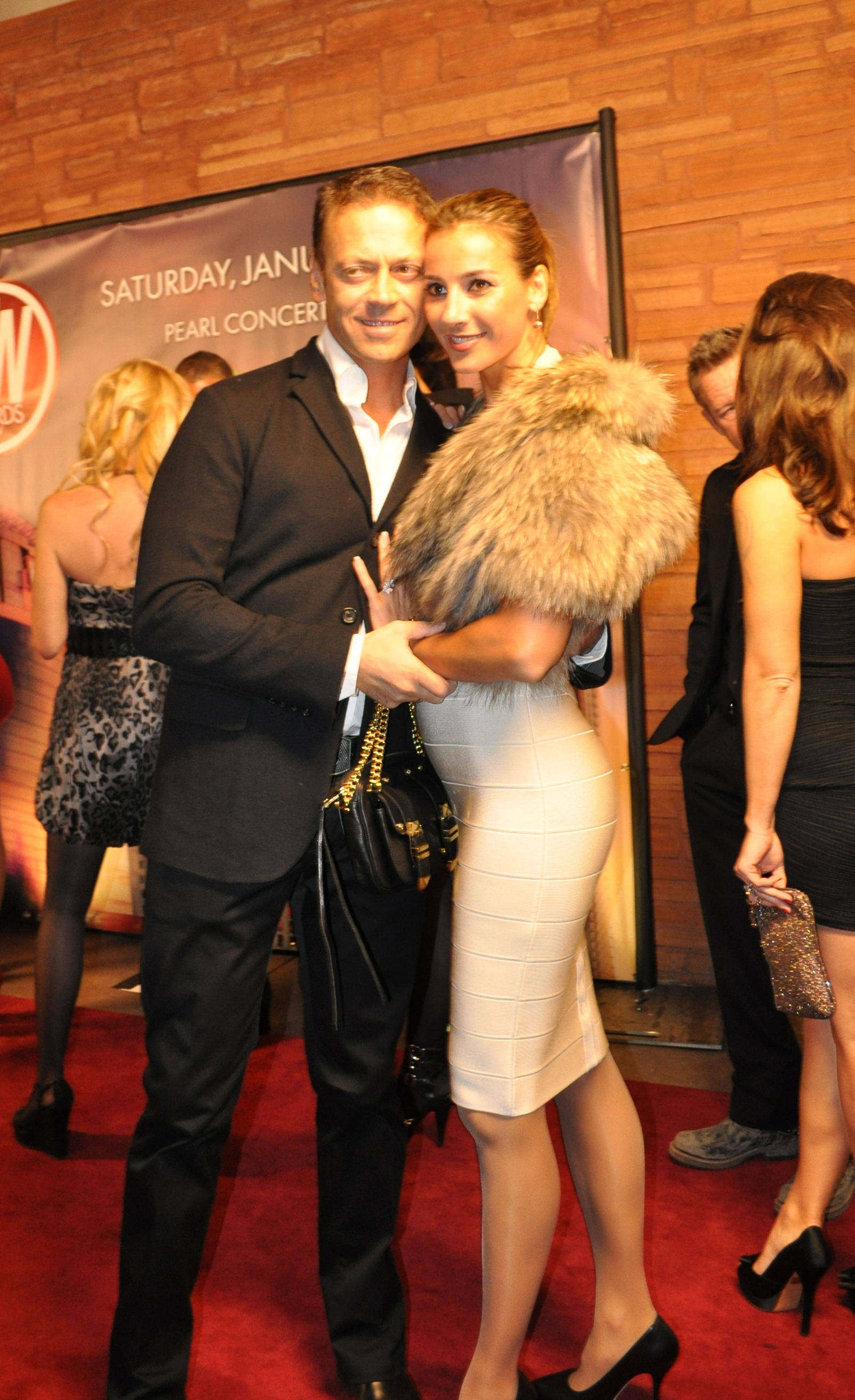
Rocco Siffredi e la moglie Rosa Caracciolo agli AVN Awards 2011

| Anno | Premio                                      | Film                                        | Condiviso con |
| ---- | ------------------------------------------- | ------------------------------------------- | --- |
| 1991 | Best Group Sex Scene (video)                | Buttman's Ultimate Workout                  | Alexandra Quinn e Sunny McKay |
| 1992 | Best Couples Sex Scene (video)              | Buttman's European Vacation                 | Silver |
| 1992 | Best Group Sex Scene (video)                | Buttman's European Vacation                 | Silver e Zara Whites |
| 1993 | Male Performer of the Year                  | N.D.                                        | N.D. |
| 1994 | Best Group Sex Scene (film)                 | New Wave Hookers 3                          | Crystal Wilder, Francesca Lé, Jon Dough, Lacy Rose e Tiffany Million |
| 1995 | Best Anal Sex Scene (video)                 | Bend Over Brazilian Babes 2                 | Felipé, Jessica e Sara |
| 1996 | Male Performer of the Year                  | N.D.                                        | N.D. |
| 1996 | Best Couples Sex Scene (video)              | Buttman's Big Tit Adventure 3               | Debbie Dee |
| 1997 | Best Couples Sex Scene – Film               | Jenna Loves Rocco                           | Jenna Jameson |
| 1997 | Best Group Sex Scene – Video                | Buttman's Bend Over Babes 4                 | Christi Lake, John Stagliano e Ruby |
| 1997 | Best Anal Sex Scene (video)                 | Buttman's Bend Over Babes 4                 | Danielle Louise Kelson e Laura Turner |
| 1998 | Best Couples Sex Scene (video)              | Buda                                        | Ursula Moore |
| 2000 | Best Sex Scene in a Foreign Release         | When Rocco Meats Kelly 2: In Barcelona      | Alba Dea Monte, Kelly e Nacho Vidal |
| 2002 | Best Couples Sex Scene (video)              | Rocco's Way to Love                         | Kelly Stafford |
| 2002 | Hall of Fame                                | N.D.                                        | N.D. |
| 2003 | Male Foreign Performer of the Year          | N.D.                                        | N.D. |
| 2003 | Best Anal Sex Scene (film)                  | Fashionistas                                | Kate Frost |
| 2003 | Best Oral Sex Scene – Film                  | Fashionistas                                | Belladonna |
| 2003 | Best Group Sex Scene (film)                 | Fashionistas                                | Friday, Sharon Wild e Taylor St. Claire |
| 2003 | Best Director – Video                       | The Ass Collector                           | N.D. |
| 2003 | Best Sex Scene in a Foreign-Shot Production | The Ass Collector                           | Henrietta, Karib, Katalin, Monik, Nikita, Niky, Petra Short, Sheila Scott, Stella Virgin e Veronica B. Cindy |
| 2005 | Best Sex Scene in a Foreign-Shot Production | Rocco Ravishes Russia                       | N.D. |
| 2006 | Best Director – Foreign Release             | Who Fucked Rocco?                           | N.D. |
| 2007 | Best Group Sex Scene (video)                | Fashionistas Safado: The Challenge          | Adrianna Nicole, Belladonna, Caroline Pierce, Chris Charming, Christian XXX, Erik Everhard, Flower Tucci, Gianna Michaels, Jean Val Jean, Jenna Haze, Jewell Marceau, Lea Baren, Marie Luv, Melissa Lauren, Mr. Pete, Nicole Sheridan, Sandra Romain, Sasha Grey e Voodoo |
| 2008 | Best Group Sex Scene – Video                | Fashionistas Safado: Berlin                 | Annette Schwarz, Judith Fox, Sintia Stone e Vanessa Hill |
| 2008 | Best Three-Way Sex Scene                    | Fashionistas Safado: Berlin                 | Katsuni e Melissa Lauren |
| 2009 | Male Foreign Performer of the Year          | N.D.                                        | N.D. |
| 2011 | Male Foreign Performer of the Year          | N.D.                                        | N.D. |
| 2012 | Male Foreign Performer of the Year          | N.D.                                        | N.D. |
| 2013 | Best Sex Scene in a Foreign-Shot Production | Aliz Loves Rocco                            | Bibi Noel e Mira |
| 2013 | Male Foreign Performer of the Year          | N.D.                                        | N.D. |
| 2013 | Most Outrageous Sex Scene                   | Voracious: The First Season                 | Brooklyn Lee |
| 2014 | Male Foreign Performer of the Year          | N.D.                                        | N.D. |
| 2015 | Best Sex Scene in a Foreign-Shot Production | Rocco's Perfect Slaves 2                    | Henessy e Samantha Bentley |
| 2015 | Male Foreign Performer of the Year          | N.D.                                        | N.D. |
| 2016 | Male Foreign Performer of the Year          | N.D.                                        | N.D. |
| 2019 | Best Anal Sex Scene                         | I Am Angela                                 | Angela White |
| 2019 | Foreign Director of the Year                | N.D.                                        | N.D. |
| 2019 | Male Foreign Performer of the Year          | N.D.                                        | N.D. |
| 2021 | Best Anal Sex Scene                         | Rocco's Back To America For More Adventures | Jane Wilde |
| 2021 | Male Foreign Performer of the Year          | N.D.                                        | N.D. |
| 2023 | Best Directing Portfolio - International    |                                             | |

| Anno | Premio              |
| ---- | ------------------- |
| 1996 | Best European Actor |
| 1997 | Best European Actor |

| Anno | Premio                        |
| ---- | ----------------------------- |
| 1997 | Best Actor                    |
| 2015 | Best Director – Non – Feature |

| Anno | Premio                     | Film                | Condiviso con                                                                          |
| ---- | -------------------------- | ------------------- | -------------------------------------------------------------------------------------- |
| 2002 | Best Actor                 | Ass Collector       | N.D.                                                                                   |
| 2002 | Best Director              | Ass Collector       | N.D.                                                                                   |
| 2004 | Special Jury Award         | N.D.                | N.D.                                                                                   |
| 2005 | Most Original Sex Scene    | Who Fucked Rocco?   | Venus                                                                                  |
| 2007 | Best Actor                 | Fashionistas Safado | N.D.                                                                                   |
| 2007 | Most Original Sex Sequence | Fashionistas Safado | Belladonna, Gianna Michaels, Jean Val Jean, Jenna Haze, Melissa Lauren e Sandra Romain |

| Anno | Premio                |
| ---- | --------------------- |
| 1997 | Best Actor (Europe)   |
| 2000 | Best Actor (European) |
| 2003 | Best Actor (Europe)   |

| Anno | Premio                             | Film                                        | Condiviso con |
| ---- | ---------------------------------- | ------------------------------------------- | ------------- |
| 2011 | Foreign Male Performer of the Year | N.D.                                        | N.D.          |
| 2015 | Foreign Male Performer of the Year | N.D.                                        | N.D.          |
| 2016 | Foreign Director of the Year       | N.D.                                        | N.D.          |
| 2017 | Foreign Director of the Year       | N.D.                                        | N.D.          |
| 2019 | Foreign Director of the Year       | N.D.                                        | N.D.          |
| 2020 | Foreign Director of the Year       | N.D.                                        | N.D.          |
| 2021 | Best Sex Scene - Gonzo             | Rocco's Back To America For More Adventures | Jane Wilde    |

| Anno | Premio                        | Film                                           | Condiviso con                                                                                   |
| ---- | ----------------------------- | ---------------------------------------------- | ----------------------------------------------------------------------------------------------- |
| 1991 | Sex Scene of the Year         | Buttman's British Moderately Big Tit Adventure | Sunny McKay e Alexandria Quinn                                                                  |
| 1992 | Male Performer of the Year    | N.D.                                           | N.D.                                                                                            |
| 1992 | Best Couples Sex Scene        | Buttman's European Vacation                    | Silver                                                                                          |
| 1992 | Best Group Scene              | Buttman's European Vacation                    | Silver e Zara Whites                                                                            |
| 1993 | Male Performer of the Year    | N.D.                                           | N.D.                                                                                            |
| 1993 | Single Performance by Actor   | Face Dance I                                   |                                                                                                 |
| 1993 | Best Couples Sex Scene        | Face Dance II                                  | Tiffany Million                                                                                 |
| 1993 | Best Anal Sex Scene           | Face Dance I                                   | Sierra                                                                                          |
| 1993 | Best Group Scene              | Face Dance I                                   | Angel Ash, Chrissy Ann, Sheila Stone, Sierra, Tiffany Mynx, Rick Smears, Tom Byron e Woody Long |
| 1994 | Best Couples Scene            | New Wave Hookers 3                             | Crystal Wilder                                                                                  |
| 1995 | Best Group Scene              | Buttman's British Moderately Big Tit Adventure | Janey Lamb, Joey Silvera e Stephanie Hart-Rogers                                                |
| 1996 | Best Male-Female Couple Scene | Kink 1                                         | Careena Collins                                                                                 |
| 2000 | Best Anal or D.P. Sex Scene   | When Rocco Meats Kelly 2                       | Alba Dea Monte, Kelly e Nacho Vidal                                                             |
| 2001 | XRCO Hall of Fame             | N.D.                                           | N.D.                                                                                            |
| 2003 | Best Group Sex Scene          | Fashionistas                                   | Friday, Sharon Wild e Taylor St. Claire                                                         |
| 2003 | Best Actor                    | Fashionistas                                   | N.D.                                                                                            |
| 2003 | Best Male/Female Sex Scene    | Fashionistas                                   | Taylor St. Claire                                                                               |
| 2007 | Best On-Screen Chemistry      | Fashionistas Safado: The Challenge             | Gianna Michaels e Jenna Haze                                                                    |